# Royal Stage Hillerød
Royal Stage (tidligere FrederiksborgCentret) er et sports-, messe- og konferencecenter beliggende i Hillerød. Arenaen har en kapacitet på 3.017 siddepladser. 
Royal Stage er Nordsjællands største kursus- og konferencecenter[kilde mangler] og har 50 ansatte, 14 mødelokaler, festsale, restaurant og café, tre sports- og udstillingshaller, svømmehal, badmintonhal, tennishal, bordtennishal, kampsportshal, fysioterapi og træningscenter samt store udendørs sports- og grønne arealer.
Centret benyttes desuden til teaterforestillinger og koncerter. Mastodonterne er en af de teatergrupper, der ofte laver teaterforestillinger.